# Kamel Djahmoune
Kamel Djahmoune (arabe : كمال جحمون), né le 16 juin 1961 à El Affroun (Algérie), est un ancien footballeur international algérien entre 1986 et 1988, il joue en poste d'attaquant, il a participé avec l'Algérie à la CAN 1988.

## Biographie

### Carrière en club
Kamel commence sa carrière avec les catégories jeunes à NCB El Affroun, puis avec son équipe première jusqu'en 1984, il rejoint en été 1984 l'USM Blida où il réalise des prestations remarquables notamment la saison 1985/1986 où il frappe aux portes de la sélection algérienne. 
Après trois ans avec l'USM Blida, Kamel signe au début de la saison 1987/1988 au MC Alger, il joue avec le doyen deux saisons, une première peu satisfaisante, une deuxième se termine avec une deuxième place derrière le champion le JS Kabylie.
Après ses deux saisons au MC Alger, Kamel tente une expérience à l'étranger, possédant des contacts avec le FC Metz et le RC Lens, mais finalement il signe avec aucun de ces clubs à cause de la fin de mercato, donc il joue avec le club amateur de Didji, là-bas en France pour le début de la saison, cette période était courte et Kamel retourne rapidement en Algérie pour jouer à nouveau avec son club formateur NCB El Affroun.
Kamel Djahmoun à l'âge de 30 ans signe avec le CR Belouizdad et tente de donner un autre souffle à sa carrière, il engage avec le club pour la saison 1991-1992, il trouve rapidement ces hautes performances, et il inscrit 15 buts en championnat, deuxième record après le buteur de MC Oran Abdelhafid Tasfaout. Pour sa deuxième saison, il inscrit le même nombre du buts et participe au sauvetage du club de la relégation au D2,.
En début de saison de 1994-1995, il signe avec l'O Médéa en D2, il atteint avec le club la finale de la coupe d'Algérie, une première pour l'Olympique de Médéa, le 5 juillet 1995 ; il dispute le match final contre son ancien club le CR Belouizdad au stade de 5-Juillet, et il perd le titre avec un score du deux buts à un, Kamel Djahmoune capitaine de l'O Médéa, marque le seul but des fils de Titteri par un tir lointain avec son pied gauche à la 45e minute, un but considéré parmi les plus beaux buts de l'histoire des finales de la coupe d'Algérie. Pour la saison suivante et grâce à cette finale, l'Olympique de Médéa représente l'Algérie et participe à la Coupe arabe des vainqueurs de coupe à Amman en Jordanie, Djahmoune atteint avec son club la demi-finale, Kamel joue trois saisons avec O Médéa et il a laissé une haute image de lui chez les supporteurs.
Djahmoune met un terme à sa carrière avec le club de IRB Hadjout en D2 lors de la saison 1997-1998.

### Carrière en équipe nationale
Sélectionné en équipe Algérie B en 1984 après avoir intégré l'équipe d'Algérie A le 14 novembre 1986 à l'occasion du match contre la Cote d'Ivoire (victoire de l'Algérie 2-1). Il compte 11 sélections, il marque 4 buts chez les verts et remporte la troisième place à la CAN 1988 au Maroc.

### Carrière d’entraîneur
Pour la saison 2018-2019, Kamel est l’entraîneur MS Cherchell.

## Statistiques Club
| Saison                | Club                  | Championnat           | Championnat | Championnat | Coupe(s) nationale(s) | Coupe(s) nationale(s) | Total | Total |
| Saison                | Club                  | Division              | M.          | B.          | M.                    | B.                    | M.    | B.    |
| 1980-1981             | NCB El Affroun        | 3                     | -           | -           | -                     | -                     | 0     | 0     |
| 1981-1982             | NCB El Affroun        | 3                     | -           | -           | -                     | -                     | 0     | 0     |
| 1982-1983             | NCB El Affroun        | 3                     | -           | -           | -                     | -                     | 0     | 0     |
| 1983-1984             | NCB El Affroun        | 3                     | -           | -           | -                     | -                     | 0     | 0     |
| 1984-1985             | USM Blida             | 2                     | -           | -           | -                     | -                     | 0     | 0     |
| 1985-1986             | USM Blida             | 2                     | -           | 12          | -                     | 2                     | 0     | 14    |
| 1986-1987             | USM Blida             | 2                     | -           | +5          | -                     | -                     | 0     | 5     |
| 1987-1988             | MC Alger              | 1                     | 23          | 4           | 3                     | 1                     | 26    | 5     |
| 1988-1989             | MC Alger              | 1                     | 18          | 4           | 1                     | 0                     | 19    | 4     |
| 1989-1990             | Didji                 | 3                     | 10          | 10          | -                     | -                     | 10    | 10    |
| 1990-1991             | NCB El Affroun        | 3                     | -           | -           | -                     | -                     | 0     | 0     |
| 1991-1992             | CR Belouizdad         | 1                     | -           | 11          | -                     | -                     | 0     | 11    |
| 1992-1993             | CR Belouizdad         | 1                     | -           | -           | -                     | -                     | 0     | 0     |
| 1993-1994             | CR Belouizdad         | 1                     | -           | -           | -                     | -                     | 0     | 0     |
| 1994-1995             | OM Médéa              | 2                     | -           | -           | -                     | -                     | 0     | 0     |
| 1995-1996             | OM Médéa              | 2                     | -           | -           | -                     | -                     | 0     | 0     |
| 1996-1997             | OM Médéa              | 2                     | -           | -           | -                     | -                     | 0     | 0     |
| 1997-1998             | IRB Hadjout           | 2                     | -           | -           | -                     | -                     | 0     | 0     |
| Total sur la carrière | Total sur la carrière | Total sur la carrière | +80         | +25         | -                     | -                     | 80    | 25    |

## Palmarès

### En club
MC Alger
- Vice-champion championnat d'Algérie 1988-89.

O Médéa
- Finaliste de la coupe d'Algérie 1994-1995.
- Demi-finaliste de la  Coupe arabe des vainqueurs de coupe 1996

### En équipe nationale
- Troisième place de la CAN 1988.

- Troisième place aux Jeux panarabes 1985

- Vainqueur de la Coupe de l'independance d'Indonésie - Jakarta 1986

## Distinctions personnelles
- Second buteur de championnat d’Algérie (saison 1991-1992).

## Style de jeux
Possédant un pied gauche terrible et une détente impressionnante. Connu par ses tirs lointains qui rataient rarement le cadre, son jeu était basé sur le physique et le contact avec les défenseurs.